# 藤田徹文
藤田 徹文（ふじた てつぶん、1941年-2024年）は、浄土真宗の僧。
大阪市生まれ。龍谷大学大学院（真宗学専攻）修了。本願寺派基幹運動本部事務室部長、浄土真宗本願寺派伝道院部長・主任講師を経て、備後教区光徳寺前住職、本願寺派布教使。

## 著書
- 『人となれ仏となれ 四十八の願い』全7巻　永田文昌堂 1981-85
- 『真宗伝道論』探究社 1982
- 『お母さんどうして?』探究社 1984
- 『念仏ひとつ 私のテレフォン法話』探究社 1984
- 『ともにきく われらの法座』正続　本願寺出版社 1985-88
- 『仏さまのお話 少年少女のための仏教読本』永田文昌堂 1985
- 『人となれ仏となれ 6 (女人成仏ちかいたり)』永田文昌堂 1988
- 『教学と運動 なぜ御同朋の社会か』再版 教学研究所編 本願寺出版社 教学シリーズ 1989
- 『聞法 1　蓮如上人に聞く』東方出版 1989
- 『人となれ仏となれ 7 (四十八の願い)』永田文昌堂 1990
- 『私の布教法』永田文昌堂 1990
- 『正信偈の学び方』教育新潮社 伝道新書 1992
- 『蓮如上人のお言葉』探究社 1992
- 『仏教婦人聞法・活動必携 五十五の問い』探究社 1992
- 『煩悩の身を生きる』2版.本願寺出版社 シリーズ「生きる」1993
- 『凡夫を生きる』5版.本願寺出版社 シリーズ「生きる」 1993
- 『護られて生きる』4版.本願寺出版社 シリーズ「生きる」 1993
- 『よび声に生きる』2版.本願寺出版社 シリーズ「生きる」 1993
- 『今、ここを生きる 若いあなたに』第3版.本願寺出版社 シリーズ「生きる」 1995
- 『はじめて仏教を聞く人のための13章』6版.本願寺出版社 1995
- 『「いのち」に遇う』第4版.本願寺出版社 1996
- 『わたしの浄土真宗 三つの質問に答える』法藏館 1999
- 『生死をこえる道』法藏館 伝道シリーズ 2001
- 『智慧』仏教伝道協会 らしんばんシリーズ 2001
- 『本願力 まことに遇う』探究社 2001
- 『往生極楽 まことのすくい』探究社 2002
- 『現世利益 この世のすくい』探究社 2003
- 『真宗に生きる』真宗教団連合滋賀県支部編　自照社出版 2003　共著
- 『わたしの歎異抄入門』探究社 2004
- 『歎異抄講話 1　いのちの願い』法藏館 2006
- 『歎異抄講話 3　いのちのよび声』法蔵館 2006
- 『わたしの浄土真宗入門』探究社 2007
- 『声を出して正信偈』探究社 2013
- 『仏教が現代に提言できること』真宗興正派宗務所教務部 2013 僧侶・住職研修会「教学」講義録
- 『親鸞さまのお手紙を読む 第一通　信心定まるとき往生また定まる』探究社 2014
- 『自伝　聞こえた』探究社 2014年
- 『慚愧、よく衆生を救く』本願寺出版 2003
- 『わたしの歎異抄入門』探究社 2004
- 『浄土の人民娑婆を生きる』探究社2005
- 『歎異抄講話 1　いのちの願い』法藏館 2006
- 『歎異抄講話 3　いのちのよび声』法蔵館 2006
- 『わたしの浄土真宗入門』探究社 2007
- 『いのち信心』金光寿郎ききて 探究社 2010
- 『声を出して正信偈』探究社 2013
- 『仏教が現代に提言できること』真宗興正派宗務所教務部 2013 僧侶・住職研修会「教学」講義録
- 『親鸞さまのお手紙を読む 第一通　信心定まるとき往生また定まる』探究社 2014
- 『自伝　聞こえた』探究社  2014年
- 『浄土真宗 やわらか法話２』本願寺出版社 2015　共著
- 『今・真宗教団に新しい風を』探究社 2017
- 『今、ここに在る身命(いのち)』探究社 2020
- 『今、ここに在る身命(いのち)・続』探究社 2021
- 『あなたは死後どこへ』探究社 2021（龍門の会 1993）
- 『里山の古寺で　覚者のことば』 2022
- 『日常の仏法』聞き手 金光寿郎 2023

### 監修
- 『真宗寺院ハンドブック』監修　国書刊行会 1994
- 『真宗1分3分5分法話事例別集成』池田勇諦共監修 四季社 1999
- 『真宗『俗名』法名撰定法話活用事典』渡邉晃純共監修 四季社 2000
- 『これからの真宗しきたり全書』日野詢城共監修 四季社 2002
- 『漢字でつづる真宗法話事例事典』相馬一意,渡邉晃純共監修 四季社 2003
- 『続・真宗1分3分5分法話事例別集成 住職挨拶、門信徒挨拶、結婚式、葬儀、法事、仏事生きた法話の実践書』第2版　池田勇諦共監修 四季社 2003
- 『真宗勧募文事例別集』渡邉晃純共監修 四季社 2011
- 『真宗「俗名」法名撰定法話活用字典』渡邉晃純共監修 四季社 2011